# Carlos Castro García
Carlos Castro García (Ujo, 1 juni 1995) is een Spaans voetballer die bij voorkeur als aanvaller speelt. Hij stroomde in 2014 door vanuit de jeugd van Sporting Gijón.

## Clubcarrière
Castro speelde in de jeugd bij Caudal Deportivo, Real Oviedo en Sporting Gijón. Op 2 september 2014 tekende hij een vierjarig contract bij Sporting Gijón. Acht dagen later maakte de Spaans jeugdinternational zijn profdebuut in de Copa del Rey tegen Real Valladolid. Op 28 september 2014 vierde hij zijn competitiedebuut tegen datzelfde Real Valladolid. Op 12 oktober 2014 scoorde de spits zijn eerste profdoelpunt in de competitiewedstrijd tegen CD Leganés. Op 9 november 2014 scoorde hij een dubbelslag in het thuisduel tegen Real Zaragoza.

## Interlandcarrière
Camarasa debuteerde in 2014 voor Spanje –21.